# Torre Vado
 (signalé en juillet 2025).
Si vous disposez d'ouvrages ou d'articles de référence ou si vous connaissez des sites web de qualité traitant du thème abordé ici, merci de compléter l'article en donnant les références utiles à sa vérifiabilité et en les liant à la section « Notes et références ».
- Archive Wikiwix
- Bing
- Cairn
- DuckDuckGo
- E. Universalis
- Gallica
- Google
- G. Books
- G. News
- G. Scholar
- Persée
- Qwant
- (zh) Baidu
- (ru) Yandex
- (wd) trouver des œuvres sur Wikidata

Torre Vado est un hameau de 83 habitants appartenant à la commune de Morciano di Leuca dans la province de Lecce (Italie).

## Localisation

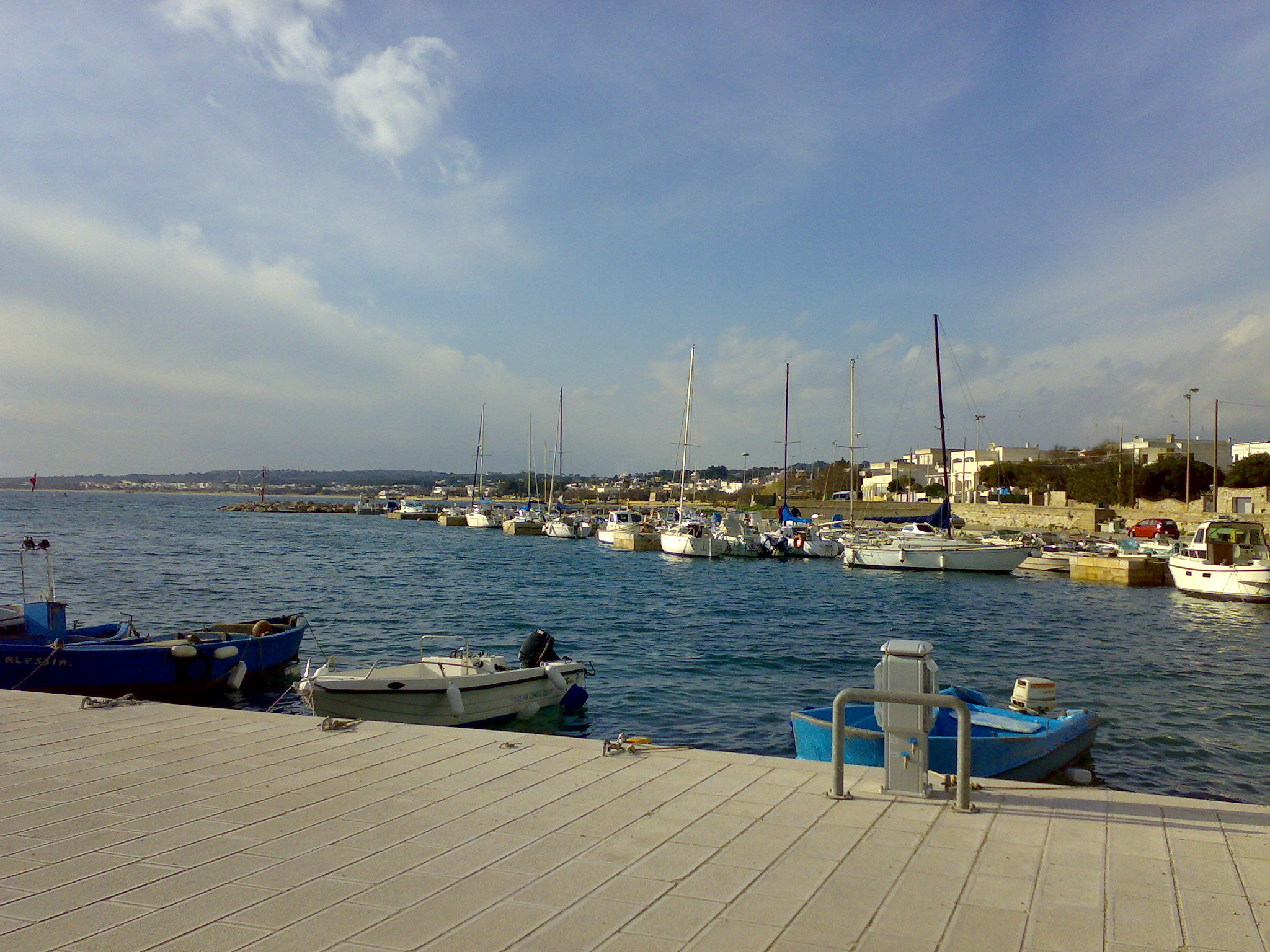
Port touristique.

Située dans le bas Salento, à une courte distance de Santa Maria di Leuca, c'est une station balnéaire réputée de la côte ionienne du Salento. La côte est caractérisée par des falaises basses. Le centre, porté par le tourisme, s'est développé principalement autour du petit port au cours des dernières décennies.

## Toponymie
La commune tire son nom de la tour de guet du même nom. « Vado » dérive du latin vadum (gué), pour la côte facilement accessible depuis la mer. Une autre hypothèse vient de l'espagnol « ovado », et signifie le lieu où les poissons déposent leurs œufs. Cependant, dans une publication de 1619 (Description du royaume de Naples), elle apparaît sous le nom de « Torre Mattefante ».

## Tour de guet
Torre Vado est l'une des nombreuses tours de guet côtières construites au XVIe siècle par Charles Quint pour défendre le territoire du Salento contre les invasions des pirates sarrasins. Elle est située sur la côte, à quelques mètres de la mer, entourée de bâtiments construits plus récemment. En raison de sa proximité avec la ville de Salve, elle était équipée d'un messager à cheval qui, en cas de danger, partait avertir les villes de l'intérieur. 
La tour circulaire s'étend sur deux étages et possède des fenêtres et des fentes dans la partie supérieure. L'accès se fait par un escalier.
Avec le désarmement des tours côtières intervenu vers 1846, sur ordre de Ferdinand II, roi des Deux-Siciles, la tour fut utilisée comme poste de contrôle douanier. En 1930 elle fut acquise par des particuliers et restaurée en 1935.